# Kari Ukkonen
Kari Ukkonen (Kuopio, 19 februari 1961) is een Fins voormalig voetballer die het best tot zijn recht kwam op het middenveld. Hij speelde onder meer voor RSC Anderlecht en Cercle Brugge.

## Interlandcarrière
Ukkonen speelde 59 wedstrijden (vier doelpunten) voor het Fins voetbalelftal, waarin hij viermaal scoorde. Ukkonen vertegenwoordigde zijn vaderland bij de Olympische Zomerspelen 1980 in Moskou, Sovjet-Unie. Hij maakte zijn debuut op 17 april 1983 in de EK-kwalificatiewedstrijd tegen Polen (1-1), net als aanvaller Mika Lipponen.
| Interlanddoelpunten | Interlanddoelpunten | Interlanddoelpunten | Interlanddoelpunten   | Interlanddoelpunten | Interlanddoelpunten | Interlanddoelpunten | Interlanddoelpunten |
| #                   | Datum               | Locatie             | Wedstrijd             | Goal(s)             | Score               | Uitslag             | Wedstrijd           |
| ------------------- | ------------------- | ------------------- | --------------------- | ------------------- | ------------------- | ------------------- | ------------------- |
| 1                   | 17/04/1985          | Opole               | Polen – Finland       | 57'                 | 0 – 1               | 2 – 1               | Oefenduel           |
| 2                   | 19/10/1988          | Swansea             | Wales – Finland       | 9'                  | 0 – 1               | 2 – 2               | WK-kwalificatie     |
| 3                   | 23/08/1989          | Kuopio              | Finland – Joegoslavië | 27'                 | 2 – 1               | 2 – 2               | Oefenduel           |
| 4                   | 09/10/1991          | Helsinki            | Finland – Griekenland | 50'                 | 1 – 0               | 1 – 1               | EK-kwalificatie     |

## Erelijst
- Beker van België:
  - Winnaar (4): 1985, 1988, 1989, 1992
  - Runner-up (1): 1986
- Belgische Eerste Klasse:
  - Winnaar (1): 1990-91
  - Runner-up (2): 1988–89, 1989–90
- Fins voetballer van het jaar:
  - Winnaar (1): 1983